# Пашали чифлик
Пашали чифлик (на гръцки: Αμπελάκια, Амбелакия) е село в Република Гърция, разположено на територията на дем Драма в област Източна Македония и Тракия.

## География
Селото е разположено в Драмското поле на около 7 километра югозападно от град Драма.

## История
След Междусъюзническата война от 1913 година селото остава в пределите на Гърция. В 1928 година Пашали чифлик е представено като изцяло бежанско с 58 бежански семейства и 214 жители общо.
Населението се занимава с отглеждане на памук, жито, градински и други земеделски култури, както и с краварство.
| Година    | 1913 | 1920 | 1928 | 1940 | 1951 | 1961 | 1971 | 1981 | 1991 | 2001 | 2011 | 2021 |
| --------- | ---- | ---- | ---- | ---- | ---- | ---- | ---- | ---- | ---- | ---- | ---- | ---- |
| Население |      |      | 223  | 317  | 360  | 401  | 323  | 364  | 324  | 335  | 322  | 273  |